# Botanicheskii Zhurnal (Moscow & Leningrad)
Botanicheskii Zhurnal. Moscow & Leningrad (abreviado Bot. Zhurn. (Moscow & Leningrad)) es una revista con ilustraciones y descripciones botánicas que es editada en San Petersburgo. Se ha publicado desde el año 1948. Fue precedida por Bot. Zhurn. SSSR.